# Вечори на хуторі біля Диканьки (фільм, 2001)
«Вечори на хуторі біля Диканьки» — телевізійна кінокомедія-мюзикл 2001 року за мотивами повісті Миколи Гоголя «Ніч перед Різдвом», що вийшла 1832 року у складі збірки «Вечори на хуторі біля Диканьки». Прем'єра фільму відбулася у новорічну ніч 2002 року на телеканалах «Інтер» (Україна) та «ОРТ» (Росія).

## Опис
Дія фільму про всепереможне кохання коваля Вакули до красуні Оксани розгортається в українському селі Диканька та російському Петербурзі напередодні Різдва.
Фільм складається з двох серій. Дія першої проходить у Диканьці. У другій серії глядач разом із головним героєм мандрує до Петербурга, щоб повернутися звідти з черевичками у рідну Диканьку за обіцяним коханням дівчини.
Фільм знімався у павільйонах студії «Укртелефільм». Зйомки сцен, що відбувалися в Санкт-Петербурзі, проходили в Києві в Маріїнському палаці.
До особливостей фільму належать унікальний зірковий акторський склад та музичний супровід у формі українського народного співу хору «Берегиня», осучасненого аранжуванням Костянтина Меладзе. Фільм започаткував собою серію подібних новорічних мюзиклів Семена Горова та Костянтина Меладзе, наступними з яких стали «Попелюшка» (2002) та «Сорочинський ярмарок» (2004).

## У ролях
- Ані Лорак — Оксана
- Олег Скрипка — коваль Вакула
- Філіп Кіркоров — чорт
- Лоліта Мілявська — відьма Солоха
- Лідія Федосеєва-Шукшина — цариця Катерина II
- Андрій Данилко — сільська самогонщиця
- Анатолій Дяченко — Чуб, батько Оксани
- Віктор Степанов — Пацюк
- Юрій Мажуга — Голова
- Георгій Дрозд — князь Потьомкін
- Володимир Горянський — Панас
- Віталій Лінецький — дяк
- Ольга Сумська — сільська пліткарка
- Таїсія Повалій — княжна
- Віктор Цекало — Свербигуз
- ВІА Гра (Альона Вінницька, Надія Грановська) — подруги Оксани
- Андрій Кузьменко, Олександр Пономарьов — друзі Вакули
- учасники гурту Воплі Відоплясова — запорожці

## Знімальна група
- Режисер — Семен Горов
- Композитор та поет — Костянтин Меладзе
- Ідея — Владислав Ряшин, Семен Горов
- Виконавчий продюсер — Тарас Гавриляк
- Продюсерська група — Ольга Менська, Сергій Амелічев
- Продюсери — Владислав Ряшин, Олександр Зінченко

## Нагороди
- 2002 — Телетріумф
- 2002 — Кінотавр[3]

## Виноски
1. ↑  Марія ВАРНА (21 грудня 2021). «Вечерам на хуторе близ Диканьки» — 20 лет. Как создавали первый украинский мюзикл (рос.). «Маяк». Архів оригіналу за 23 грудня 2021. Процитовано 23 грудня 2021.
2. ↑  Белякова, Тамара (14 листопада 2001). А догадывался ли Николай Васильевич?. Подробности (рос.). Архів оригіналу за 21 лютого 2019. Процитовано 7 січня 2016.
3. ↑  Першому українському мюзиклу «Вечори на хуторі біля Диканьки» виповниться 10 років у рік Тигра — Гучні імена, 24 грудня 2009. Архів оригіналу за 13 березня 2010. Процитовано 18 грудня 2010.